# Valea lui Alb, Olt
Valea lui Alb este un sat în comuna Vulturești din județul Olt, Muntenia, România.
Situat pe prima terasă de relief, ce urmează luncii Oltului. Din punct de vedere istoric, zona a fost locuită din cele mai vechi timpuri în special datorită amplasării sale, care favoriza agricultura, dar se afla și în calea turmelor de oi ce migrau sezonier(transhumanță).
Inițial satul a fost așezat către răsărit într-o zonă împădurită (și în prezent), ceea ce avea avantajul evitării jafurilor periodice ale turcilor. Odată cu crearea unui climat politic și social mai stabil (sec. al VIII-lea), localnicii au coborât încet cu locuințele către lunca Oltului, lăsând pe vechea vatră a satului (în apropiere de Vlângărești) în paragină o biserică (a lui Stoian) împreună cu un cimitir ale cărui urme (oase) se văd și astăzi!
Locuitorii satului au fost moșneni(țărani liberi) ca și cei din satul-fosta comună Dienci, spre deosebire de cei din Vulturești-sat, care au fost dintotdeuna iobagi/șerbi.
Harnici și buni gospodari, localnicii s-au axat în principal pe cultura mare a plantelor(porumb și grâu) și creșterea animalelor (porcine, bovine). Un aspect deosebit de interesant din punct de vedere social, ocupațional și etnografic era convingerea oamenilor că aceia care creșteau <<capre și oi>> erau săraci. Chiar și în zilele noastre în Valea lui Alb nu veți găsi "picior" de capră sau oaie! 
Originea toponimului Valea lui Alb este întunecata însa există unele legende care reușesc parțial să arunce o rază de lumină: Se pare ca Alb(u) ar fi fost un boier de la care a derivat și numele localitații. Localitatea a avut un statut special și prin faptul că aici își avea casa și ultimul boier "Iliescu", până la colectivizare. Actualmente reședința boierului este localul Școlii cu clasele I-IV Valea lui Alb, iar grajdurile de cai ale boierului au fost transformate în Dispensarul localitații.

## Obiective turistice
Localitatea, oferă importante perspective turistice, însa datorită migrației masive a locuitorilor către Spania și Italia, dar mai ales în lipsa unei industrii în zonă care să atraga fonduri și bunastarea localnicilor și acest aspect a fost neglijat.
Frumusețea satului rezidă în puritatea aerului a apei și a peisajului. Din Valea lui Alb, se deschide o panoramă uimitoare ce te lasa fără suflare, către lunca Oltului, către orașul Drăgășani, dar mai ales către munții Făgăraș și Parâng ce par "că-i atingi cu mâna", după cum spunea bunica!

### Biserica
Cel mai important obiectiv turistic al localității este Biserica parohială Valea lui Alb, care deși nu este veche (construită în anul 1906 pe ruinele unei vechi biserici de lemn ce se prapadise), prin grija preotului Sandu Grigorescu este deosebit de frumoasă și îngrijită.
Prin deosebita dăruire a preotului Grigorescu, începând cu 1960 biserica a fost permanent îmbunătțită: înconjurată cu gard din zid, s-a construit un turn/clopotniță cu ceas unic în toată zona Olteniei (este iluminat pe timp de noapte, iar ora este dată și sonor prin bătăile automate ale clopotului). Din Clopotnița bisericii sunt vizibile toate localitățile învecinate pe o rază de 30 km. În incinta bisericii au fost plantați brazi, molizi, tui, pini si zada(conifer ce-și pierde frunzele în timpul iernii). Portalul de intrare în curtea bisericii este și el fascinant deoarece este pictat și înconjurat de alee de flori și trandafiri parfumați, iar noaptea iluminat printr-un sistem de lămpi solare. Biserica posedă și un mic muzeu care poate fi vizitat la cerere.
Prognoza meteo in Valea lui Alb pe:  Arhivat în 24 decembrie 2009, la Wayback Machine.
Imagine satelit a localității pe: